# Jean-Yves Thibaudet
Jean-Yves Thibaudet (* 7. September 1961 in Lyon, Frankreich) ist ein französischer Pianist.

## Leben
Thibaudet ist der Sohn eines Franzosen und einer Deutschen. Er begann bereits im Alter von fünf Jahren Klavier und Geige zu spielen. Seinen ersten öffentlichen Auftritt hatte er mit sieben und sein erstes Konzert mit neun Jahren. Mit 12 Jahren wurde er in das Pariser Konservatorium aufgenommen und studierte bei Aldo Ciccolini und Lucette Descaves. Drei Jahre später gewann er einen Premier Prix du Conservatoire. Es folgten weitere Auszeichnungen, wie der 2. Preis beim Viotti-Wettbewerb in Vercelli (1978) und der 2. Preis beim Casadesus-Wettbewerb in Cleveland (1979). 1980/81 gewann er erste Preise bei Wettbewerben in Tokio und New York.
Seitdem arbeitet er mit namhaften Orchestern (Chicago Symphony Orchestra, Orchestre National de France, Symphonieorchester des Bayerischen Rundfunks) und Dirigenten (Lorin Maazel, Vladimir Ashkenazy, Herbert Blomstedt, Riccardo Chailly, Charles Dutoit, Valery Gergiev, James Levine, Leonard Slatkin) zusammen.
Thibaudet war an vielen Tonaufnahmen beteiligt. Unter anderem begleitete er die Sopranistin Renée Fleming, die Mezzo-Sopranistinnen Cecilia Bartoli und Angelika Kirchschlager, sowie den Bratscher Juri Baschmet. Die bekanntesten seiner mehr als 30 Produktionen sind die Soundtracks zu den Filmen Portrait of a Lady, Abbitte und Stolz und Vorurteil. Für letzteren erhielt er eine Goldene Schallplatte in den USA.
2001 wurde Jean-Yves Thibaudet von Frankreich mit dem Chevalier de l’Ordre des Arts et des Lettres ausgezeichnet.